# 小行星3921
小行星3921（3921 Klementʹev）是一颗围绕太阳公转的小行星。1971年7月19日，貝拉·A·伯納謝娃在克里米亚发现了此天体。
这颗小行星的绝对星等为215.4821365703193等。